# Grundordnung der EKD
Die Grundordnung der Evangelischen Kirche in Deutschland (Kurztitel: Grundordnung der EKD oder Abkürzung: GO-EKD) ist die Kirchenverfassung der Evangelischen Kirche in Deutschland (EKD). Sie stellt die Grundlage für den Aufbau und die Arbeitsweise der EKD, ihrer Gliedkirchen und das weitere Kirchenrecht dar.
Erstmals wurde sie am 13. Juli 1948 in Eisenach beschlossen. Zuletzt erfolgte eine Neufassung vom 1. Januar 2020, welche am 15. Januar 2020 im Amtsblatt der Evangelischen Kirche in Deutschland bekanntgemacht wurde.

## Inhalt

### Grundzüge
In der Präambel wird das Evangelium von Jesus Christus als Grundlage der Evangelischen Kirche in Deutschland festgeschrieben, und zwar so, „wie es uns in der Heiligen Schrift Alten und Neuen Testaments gegeben ist“.
Im Einzelnen wird das Verhältnis der Gliedkirchen untereinander geregelt. So soll laut Artikel 4 Absatz 1 Nr. 1 die Taufe, die in einer Gliedkirche ordnungsgemäß durchgeführt wurde, in allen anderen Gliedkirchen anerkannt werden. Gemäß Artikel 4 Absatz 1 Nr. 3 werden die in einer Gliedkirche ordnungsgemäß vollzogenen Ordinationen in allen anderen Gliedkirchen anerkannt.

### Organe
Ferner werden die Zusammensetzung und die Amtszeit der Organe der EKD bestimmt (Artikel 22 GO-EKD). Diese sind:
- die Synode der Evangelischen Kirche in Deutschland,
- die Kirchenkonferenz und
- der Rat der Evangelischen Kirche in Deutschland.

Zur Erfüllung ihrer Aufgaben unterstützt sie das Kirchenamt. Es führt als zentrale Verwaltungsbehörde auch die Verwaltung und die laufenden Geschäfte der EKD (Artikel 31 GO-EKD) und ist außerdem Dienststelle der Organe.

### Kirchengerichte
Zur Streitschlichtung wurden die Kirchengerichte der Evangelischen Kirche in Deutschland eingerichtet. Kirchengerichte der Evangelischen Kirche in Deutschland sind (Artikel 32 GO-EKD):
- der Verfassungsgerichtshof der Evangelischen Kirche in Deutschland,
- das Kirchengericht der Evangelischen Kirche in Deutschland als Kirchengericht erster Instanz und
- der Kirchengerichtshof der Evangelischen Kirche in Deutschland als Kirchengericht zweiter Instanz.

### Voraussetzungen für Änderungen der Grundordnung
Kirchengesetze, die die Grundordnung ändern, bedürfen in der Kirchenkonferenz einer Mehrheit von zwei Dritteln der gesetzlichen Stimmenzahl und in der Synode einer Stimmenmehrheit von zwei Dritteln der anwesenden Mitglieder (Artikel 26a GO-EKD).

### Verfassungsgerichtshof der Evangelischen Kirche in Deutschland
Als „Hüter der Grundordnung“ wacht der „Verfassungsgerichtshof der Evangelischen Kirche in Deutschland“ über die Grundordnung und seiner ordnungsgemäßen Anwendung. Er entscheidet über:
- die Auslegung der Grundordnung der EKD aus Anlass von Meinungsverschiedenheiten zwischen den verfassungsmäßigen Organen der EKD, ihrer Gliedkirchen und deren gliedkirchlichen Zusammenschlüsse, wenn der Antragsteller oder die Antragstellerin geltend macht, durch eine Maßnahme oder Unterlassung des Antragsgegners oder der Antragsgegnerin in eigenen Rechten verletzt oder unmittelbar gefährdet zu sein (Art. 32 b GO-EKD und § 25 Abs. 1 KiGG.EKD) und
- die Vereinbarkeit von Kirchengesetzen und Verordnungen der EKD mit der Grundordnung (Art. 32 c GO-EKD und § 26 Abs. 1 KiGG.EKD)

in der Besetzung mit dem Präsidenten oder der Präsidentin und vier weiteren Richtern und Richterinnen. Der Präsident oder die Präsidentin und zwei weitere Richter und Richterinnen müssen die Befähigung zum Richteramt nach dem Deutschen Richtergesetz haben. Die übrigen Richter und Richterinnen müssen ordinierte Theologen oder ordinierte Theologinnen sein.
Die Mitglieder des Verfassungsgerichtshofs der Evangelischen Kirche in Deutschland werden auf gemeinsamen Vorschlag des Rates, der Kirchenkonferenz und des Präsidiums der Synode durch die Synode gewählt (Art. 32 a Abs. 1 Satz 1 GO-EKD und § 9 Abs. 1 KiGG.EKD).
Ihre Amtszeit beträgt sechs Jahre. Eine erneute Berufung ist zulässig (§ 9 Abs. 1 KiGG.EKD).